# غرافينغ
غرافينغ باي مونيخ (بالألمانية: Grafing) هي بلدة ألمانية تقع في ألمانيا في إبرسبرغ. يقدر عدد سكانها بـ 12,935 نسمة .

## المدن التوأمة
مدينة Saint-Marcellin هي مدينة توأمة لـغرافينغ باي مونيخ.